# Grorud Idrettslag
Il Grorud Idrettslag, meglio noto come Grorud, è una società polisportiva norvegese con sede nella città di Oslo, nel quartiere di Grorud. La sezione calcistica milita nella 2. divisjon, la terza serie del campionato norvegese. La squadra di calcio a 5 milita invece nell'Eliteserie, massima divisione del campionato norvegese.

## Storia
La polisportiva è stata fondata il 18 marzo 1918. Il saltatore con gli sci Vegard Opaas e l'ostacolista Hilde Fredriksen sono stati alcuni degli esponenti della società nel corso degli anni.
Negli anni successivi, il Grorud si è specializzato nel calcio e nel calcio a 5. In quest'ultima attività, la squadra si è laureata campione di Norvegia nel campionato 2014-2015. Per quanto concerne il calcio, il Grorud ha raggiunto per la prima volta la promozione in 1. divisjon al termine del campionato 2019.

## Palmarès

### Competizioni nazionali
- 2. divisjon: 1

2019 (gruppo 2)

## Organico

### Rosa 2020
Rosa aggiornata al 14 luglio 2020.
| N. |                     | Ruolo | Calciatore               |
| -- | ------------------- | ----- | ------------------------ |
| 1  | Norvegia (bandiera) | P     | Emil Ødegaard            |
| 2  | Pakistan (bandiera) | D     | Kamran Ali Iqbal         |
| 3  | Norvegia (bandiera) | D     | Trace Murray             |
| 4  | Norvegia (bandiera) | D     | Arnar Þór Guðjónsson     |
| 5  | Norvegia (bandiera) | D     | Glenn André Harviken     |
| 6  | Norvegia (bandiera) | C     | Martin Høyland           |
| 7  | Norvegia (bandiera) | A     | Preben Mankowitz         |
| 8  | Norvegia (bandiera) | C     | Elias Hagen              |
| 9  | Norvegia (bandiera) | A     | Fredrick Pettersen       |
| 10 | Norvegia (bandiera) | C     | Faysal Ahmed             |
| 11 | Norvegia (bandiera) | C     | Kevin Mankowitz          |
| 12 | Norvegia (bandiera) | P     | Mats Viken               |
| 14 | Norvegia (bandiera) | A     | Nikolai Jakobsen Hristov |
| 15 | Norvegia (bandiera) | D     | Fabian Østigård Ness     |
| 16 | Norvegia (bandiera) | C     | Vetle Skåttun            |

| N. |                     | Ruolo | Calciatore           |
| -- | ------------------- | ----- | -------------------- |
| 17 | Norvegia (bandiera) | C     | Petter Mathias Olsen |
| 19 | Norvegia (bandiera) | A     | Oscar Aga            |
| 20 | Norvegia (bandiera) | D     | Saadiq Elmi          |
| 21 | Norvegia (bandiera) | D     | Geirald Meyer        |
| 22 | Norvegia (bandiera) | D     | Henrik Bredeli       |
| 23 | Norvegia (bandiera) | A     | Josias Furaha        |
| 24 | Norvegia (bandiera) | D     | Kristian Novak       |
| 25 | Norvegia (bandiera) | A     | Sigurd Grønli        |
| 26 | Norvegia (bandiera) | C     | Christos Zafeiris    |
| 28 | Norvegia (bandiera) | A     | Thomas Elsebutangen  |
| 30 | Norvegia (bandiera) | A     | Runar Hauge          |
| 31 | Norvegia (bandiera) | C     | Omar Bully Drammeh   |
| 32 | Norvegia (bandiera) | D     | Leo Cornic           |
| 99 | Norvegia (bandiera) | A     | Magnus Lankoh-Dahlby |